# Krzysztof Koszewski
Krzysztof Koszewski – polski architekt.

## Życiorys
Absolwent II Liceum Ogólnokształcącego im. Stefana Batorego w Warszawie (matura 1985). Ukończył studia na Wydziale Architektury Politechniki Warszawskiej (PW). W 2006 roku na Wydziale Architektury PW otrzymał stopień naukowy doktora nauk technicznych w dyscyplinie architektura i urbanistyka na podstawie rozprawy pt. Koncepcja architektoniczno-historyczna bazy wiedzy na przykładzie Saskiej Kępy w Warszawie, napisanej pod kierunkiem  Stefana Krzysztofa Wrony. W 2020 roku, także na tym wydziale, uzyskał stopień doktora habilitowanego. 
Trzykrotnie wybierany w skład Samorządu Mieszkańców Saskiej Kępy (kadencja 2006–2010, 2010–2014 i 2014–2018). Wszedł w skład kapituły Nagrody Stowarzyszenia ŁADna Kępa im. Bohdana Lacherta i Józefa Szanajcy dla najlepszej architektury Saskiej Kępy, zarówno w pierwszej, jak i w drugiej edycji.
Od 2020 roku jest dziekanem Wydziału Architektury PW.